# Multisportevenemang

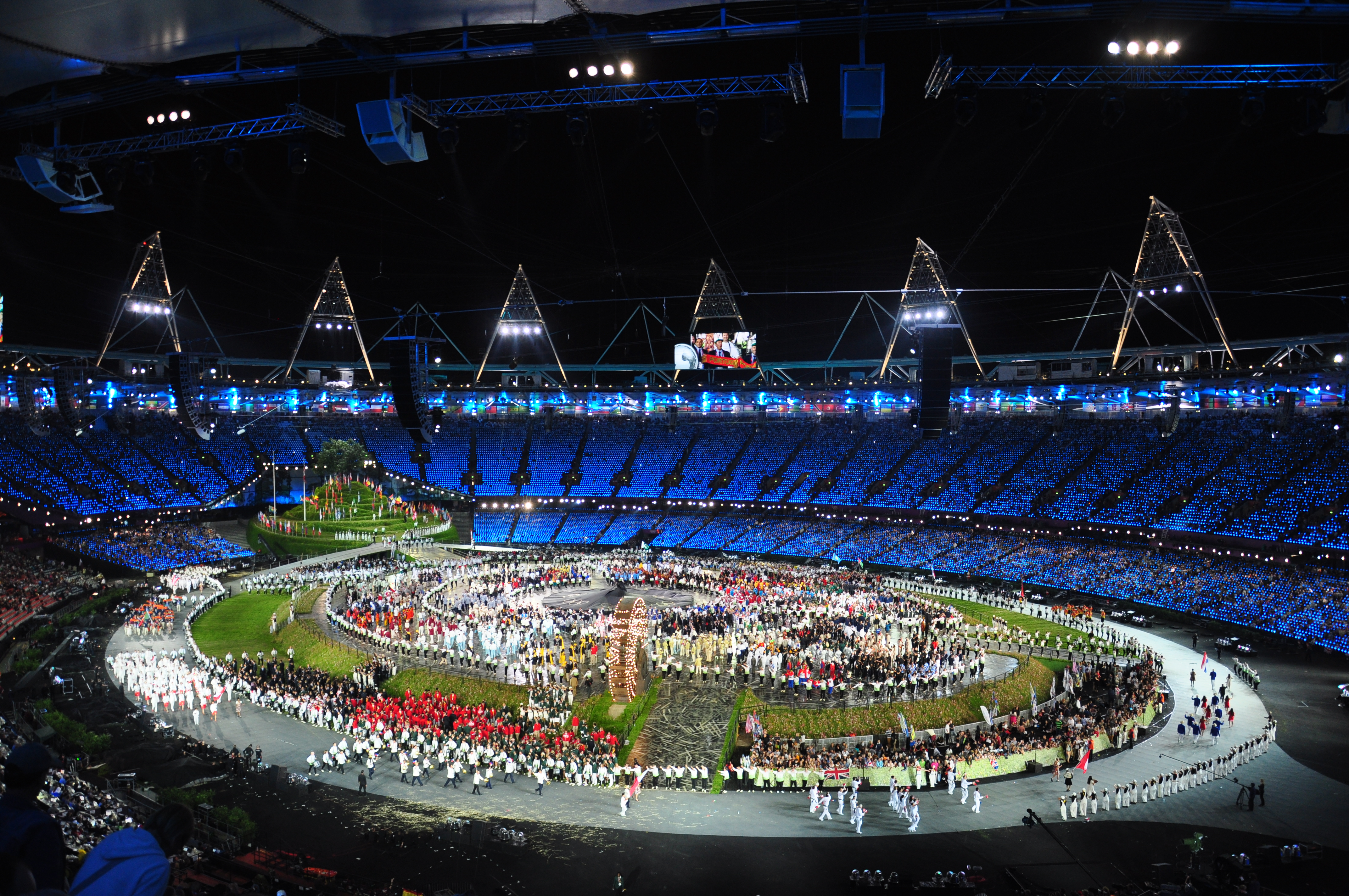
Invigningsceremonin av de olympiska spelen 2012 i London, England. Bilden föreställer den olympiska promenaden för de tävlande idrottarna.

Ett multisportevenemang är ett organiserat evenemang där deltagare tävlar i flera olika sporter och idrotter, oftast från olika geografiska platser. Tävlingar sker oftast på en och samma ort som är värd för ett specifikt evenemang, med växlande arrangörskap.
Fenomenet har sina rötter i den antika världen. I modern tid är de olympiska spelen, speciellt sommarspelen, det största multisportevenemanget i världen. Evenemang av detta slag förekommer också på nationell nivå, till exempel SM-veckan i Sverige.

## Historia
De Tailtinska spelen hölls vid, vad som i modern tid heter, Telltown i Irland. Dess historia sträcker sig till 1829 f. Kr., och var en av de första tävlingarna, som i dag skulle kallas multisportevenemang, som historiker känner till. Man tävlade i löpgrenar och kastgrenar, och evenemangen ägde rum under en 30 dagarsperiod.
Antikens olympiska spel hölls i antikens Grekland. De första dokumenterade tävlingarna hölls 776 f. Kr., för att hedra de grekiska gudarna (Zeus). Enbart grekiska män fick delta i dessa spel, som sedermera förbjöds av Theodosius I, 393 e.Kr.
Panhellenska spelen är det gemensamma namnet för fyra olika sporttävlingar som ägde rum i antikens Grekland. I dessa spel ingick antikens olympiska spel, samt pythiska spelen som hölls vart fjärde år nära Delfi, för att ära Apollon; nemeiska spelen hölls vartannat år nära Nemea, för att ära Zeus, samt isthmiska spelen som hölls vartannat år nära Korinth, för att ära havsguden Poseidon.
De romerska spelen, (latin: Ludi Romani) var ett religiöst evenemang, likt de panhellenska spelen. Man tävlade i hästkapplöpning (med häststridsvagn) samt brottning och kampsporter likt de som ordnades i gladiatorspel.